# Concours Eurovision de la chanson junior
Pour les articles homonymes, voir Eurovision.
Le Concours Eurovision de la chanson junior (Junior Eurovision Song Contest ou JESC en anglais) est un concours annuel de chansons organisé par l'UER depuis 2003 et ouvert uniquement aux pays membres actifs de l'UER.
Ce concours permet à des enfants de 9 à 14 ans de participer à l'Eurovision. À la différence du Concours Eurovision « historique », les chansons doivent comporter une des langues nationales ou régionales du pays qui la présente  et les téléspectateurs peuvent voter pour leur propre pays.

## Histoire

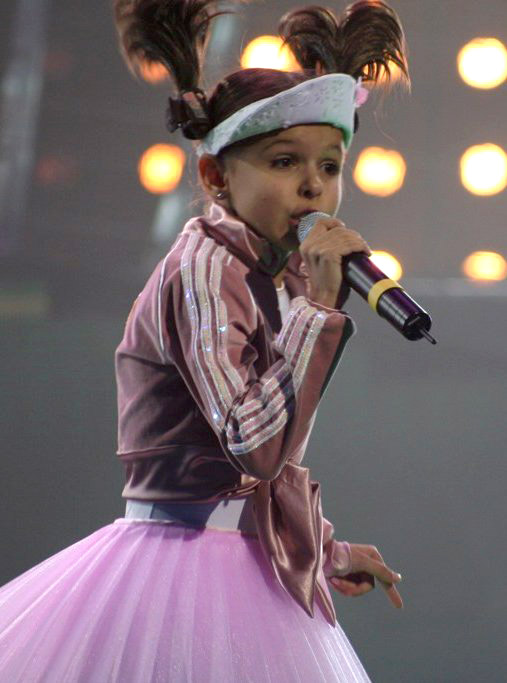
Ksenia Sitnik, la gagnante de l'édition 2005.

L'ancêtre de ce Concours Eurovision junior est le MGP Nordic, le Concours nordique de la chanson junior. Les Danois, ayant trouvé l'idée intéressante, décidèrent donc de créer en 2002 un concours test, le MGP Nordic. Le but était le même que dans les finales nationales, les concurrents représentant l'un des trois pays scandinaves (Suède, Norvège et Danemark). Razz, un des participants danois, gagna cette édition.
Par la suite ces pays nordiques laissèrent de côté cette première édition du MGP pour concourir dans le cadre de l'Eurovision l'année suivante. Mais en 2006, ils se retirèrent de l'Eurovision junior pour organiser à nouveau entre eux une nouvelle édition du MGP Nordic en novembre à Stockholm. La chaîne suédoise, TV4 a repris le flambeau de l'Eurovision junior et en 2006 a attribué le meilleur classement à la Suède.

Première version du logo générique, utilisé entre 2003 et 2007.
Seconde version du logo générique, utilisé entre 2008 et 2014.
Troisième version du logo générique, utilisé de 2015 à 2022.
Quatrième version du logo générique, utilisé depuis 2023.

## Règles
La chanson doit être écrite et chantée dans la langue nationale (ou l'une des langues nationales) du pays représenté. Cependant, elle peut aussi intégrer quelques lignes dans une langue différente. La même règle s'appliquait à la version adulte du concours de 1966 à 1972, puis de 1977 à 1998. Les artistes interprètes ou exécutants doivent être ressortissants de ce pays ou y avoir vécu au moins deux ans.
À l'origine, le concours était ouvert aux enfants âgés de 8 à 15 ans. Toutefois, en 2007, la tranche d'âge est réduite, de sorte que seuls les enfants âgés de 10 à 15 ans le jour du concours sont autorisés à participer. En 2016, la tranche d'âge est à nouveau modifiée : les enfants âgés de 9 à 14 ans le jour du concours sont désormais autorisés à y participer.
La chanson soumise au concours ne peut pas avoir été précédemment commercialisée et doit durer depuis 2013 entre 2 minutes 45 secondes et 3 minutes. La règle stipulant que les artistes interprètes ou exécutants ne doivent pas non plus avoir commercialisé de la musique auparavant est active de 2003 à 2006. Cette règle est abandonnée en 2007, permettant ainsi aux chanteurs et groupes déjà expérimentés de participer à la compétition. Dès lors, le diffuseur norvégien NRK décide de se retirer du concours en réaction à ce changement.
Depuis 2010, les adultes sont autorisés à participer à la composition des chansons. Auparavant, tous les compositeurs devaient être âgés de 10 à 15 ans.
Sur le modèle du concours senior, l'UER décida pour l'édition 2016 d'établir deux panels de vote différents. En effet, contrairement aux éditions précédentes, au cours desquelles les points attribués étaient une combinaison constituée pour moitié des votes des jurys nationaux et pour l'autre moitié du télévote, seuls un jury professionnel adulte et un jury composé uniquement d'enfants seront désormais pris en compte, devenant ainsi la première et unique édition où le vote des téléspectateurs ne fut pas utilisé.

### Procédure de vote actuelle
Depuis 2017, un vote en ligne des téléspectateurs sur une plateforme ouverte le vendredi soir précédant le concours jusqu'à son ouverture le dimanche après-midi suivant, puis de la fin de la dernière prestation à la clôture définitive du vote. Ce vote en ligne permet, à la différence du concours adulte, de pouvoir voter pour son propre pays. Les points sont calculés de manière proportionnelle globale, et ne fait pas l'objet d'un classement pour chaque pays participant.
Voici les 10 pays ayant reçu le plus grand nombre de points depuis 2017, jurés et votes en ligne confondus :
| Rang | Pays       | Points |
| ---- | ---------- | ------ |
| 1    | France     | 1367   |
| 2    | Pologne    | 1219   |
| 3    | Géorgie    | 1146   |
| 4    | Arménie    | 1097   |
| 5    | Ukraine    | 1061   |
| 6    | Pays-Bas   | 949    |
| 7    | Espagne    | 904    |
| 8    | Malte      | 804    |
| 9    | Italie     | 747    |
| 10   | Kazakhstan | 718    |

Voici les 10 pays ayant reçu le plus grand nombre de points depuis 2017 de la part des jurés professionnels :
| Rang | Pays       | Points |
| ---- | ---------- | ------ |
| 1    | Géorgie    | 773    |
| 2    | France     | 750    |
| 3    | Arménie    | 634    |
| 4    | Pologne    | 554    |
| 5    | Ukraine    | 540    |
| 6    | Espagne    | 452    |
| 7    | Malte      | 399    |
| 8    | Pays-Bas   | 393    |
| 9    | Italie     | 387    |
| 10   | Kazakhstan | 368    |

Voici les 10 pays ayant reçu le plus grand nombre de points depuis 2017 de la part du vote en ligne des téléspectateurs :
| Rang | Pays     | Points |
| ---- | -------- | ------ |
| 1    | Pologne  | 665    |
| 2    | France   | 617    |
| 3    | Pays-Bas | 556    |
| 4    | Ukraine  | 521    |
| 5    | Arménie  | 463    |
| 6    | Portugal | 454    |
| 7    | Espagne  | 452    |
| 8    | Malte    | 405    |
| 9    | Géorgie  | 373    |
| 10   | Italie   | 360    |

## Liste des gagnants
| Années | Nº  | Ville et pays hôte                   | Participants        | Pays gagnant | Titre                         | Langue(s)            | Traduction (en français)        | Interprète(s)         |
| 2003   | 1er | Copenhague, Danemark                 | 16 pays             | Croatie      | Ti si moja prva ljubav        | Croate               | Tu es mon premier amour         | Dino Jelusić          |
| 2004   | 2e  | Lillehammer, Norvège                 | 18 pays             | Espagne      | Antes muerta que sencilla     | Espagnol             | Plutôt mourir que d'être banale | María Isabel          |
| 2005   | 3e  | Hasselt, Belgique                    | 16 pays             | Biélorussie  | My vmeste (Мы вместе)         | Russe                | On est ensemble                 | Ksenia Sitnik         |
| 2006   | 4e  | Bucarest, Roumanie                   | 15 pays             | Russie       | Vesenniy jazz (Весенний джаз) | Russe                | Jazz du Printemps               | Jumelles Tolmatcheva  |
| 2007   | 5e  | Rotterdam, Pays-Bas                  | 17 pays             | Biélorussie  | S druz'yami (С друзьями)      | Russe                | Avec des amis                   | Aliaxieï Jygalkovitch |
| 2008   | 6e  | Limassol, Chypre                     | 15 pays             | Géorgie      | Bzzz...                       | Langue imaginaire    | —                               | Bzikebi               |
| 2009   | 7e  | Kiev, Ukraine                        | 13 pays             | Pays-Bas     | Click Clack                   | Anglais, néerlandais | Click clack                     | Ralf                  |
| 2010   | 8e  | Minsk, Biélorussie                   | 14 pays             | Arménie      | Mama                          | Arménien             | Mama                            | Vladimir Arzumanyan   |
| 2011   | 9e  | Erevan, Arménie                      | 13 pays             | Géorgie      | Candy Music                   | Anglais, géorgien    | Musique bonbon                  | CANDY                 |
| 2012   | 10e | Amsterdam, Pays-Bas                  | 12 pays             | Ukraine      | Nebo (Небо)                   | Ukrainien, anglais   | Le ciel                         | Anastasiya Petryk     |
| 2013   | 11e | Kiev, Ukraine                        | 12 pays             | Malte        | The Start                     | Anglais              | Le départ                       | Gaia Cauchi           |
| 2014   | 12e | Marsa, Malte                         | 16 pays             | Italie       | Tu primo grande amore         | Italien              | Ton premier grand amour         | Vincenzo Cantiello    |
| 2015   | 13e | Sofia, Bulgarie                      | 17 pays             | Malte        | Not my soul                   | Anglais              | Pas mon âme                     | Destiny Chukunyere    |
| 2016   | 14e | La Valette, Malte                    | 17 pays             | Géorgie      | Mzeo (მზეო)                   | Géorgien             | Soleil                          | Mariam Mamadashvili   |
| 2017   | 15e | Tbilissi, Géorgie                    | 16 pays             | Russie       | Wings                         | Russe, anglais       | Ailes                           | Polina Bogusevich     |
| 2018   | 16e | Minsk, Biélorussie                   | 20 pays             | Pologne      | Anyone I Want To Be           | Polonais, anglais    | Quelqu'un que je veux être      | Roksana Węgiel        |
| 2019   | 17e | Gliwice, Pologne                     | 19 pays             | Pologne      | Superhero                     | Polonais, anglais    | Super-héros                     | Viki Gabor            |
| 2020   | 18e | Varsovie, Pologne                    | 12 pays             | France       | J'imagine                     | Français             | —                               | Valentina             |
| 2021   | 19e | Paris (Boulogne-Billancourt), France | 19 pays             | Arménie      | Qami Qami (Քամի Քամի)         | Arménien, anglais    | Vent, vent                      | Maléna                |
| 2022   | 20e | Erevan, Arménie                      | 16 pays             | France       | Oh Maman !                    | Français             | —                               | Lissandro             |
| 2023   | 21e | Nice, France                         | 16 pays             | France       | Cœur                          | Français             | —                               | Zoé Clauzure          |
| 2024   | 22e | Madrid, Espagne                      | 17 pays             | Géorgie      | To My Mom                     | Géorgien             | Pour ma maman                   | Andria Putkaradze     |
| 2025   | 23e | Tbilissi, Géorgie                    | 18 pays (à ce jour) |              |                               |                      |                                 |                       |

## Statistiques

### Nombre de victoires par pays

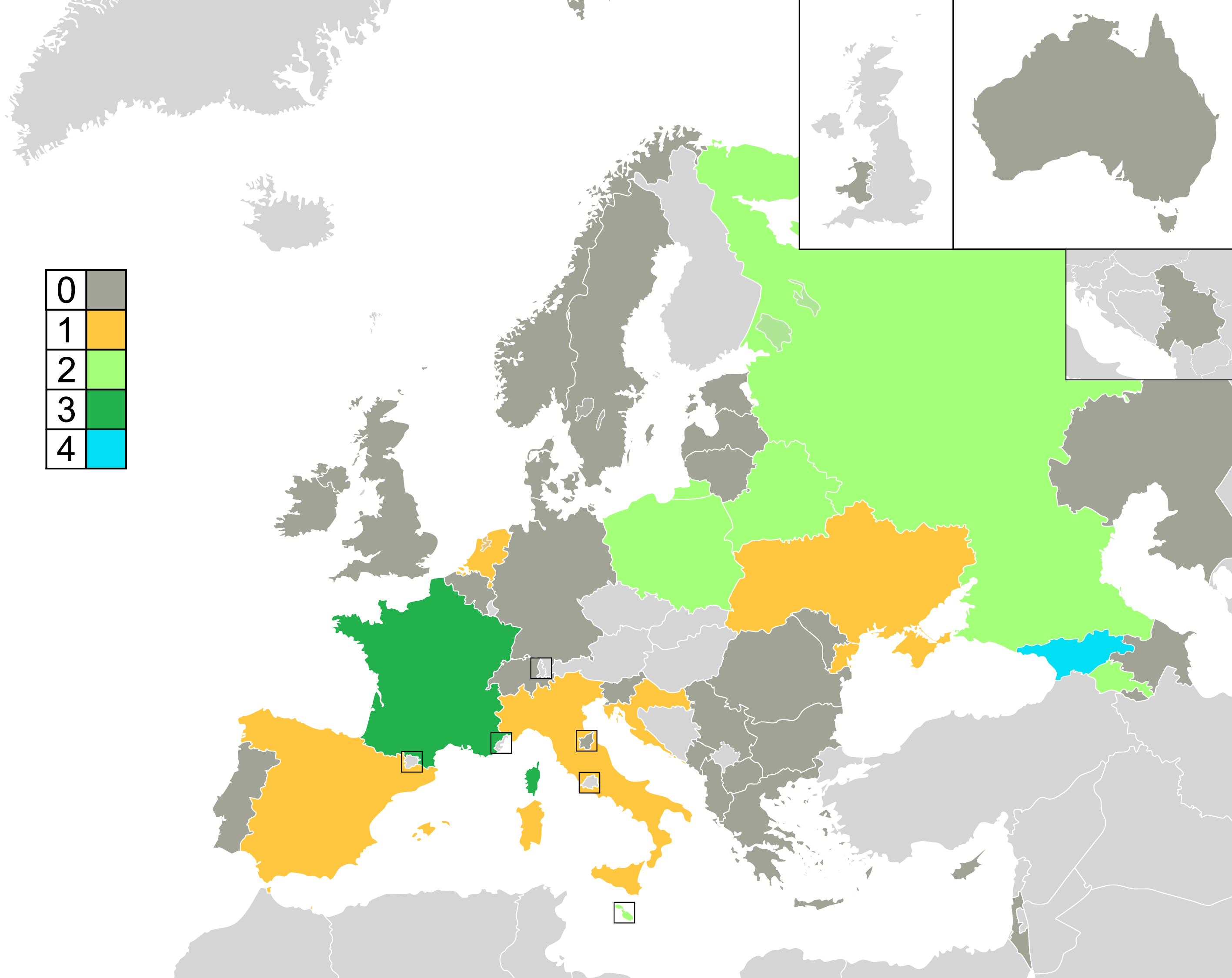
Nombre de victoires au Concours Eurovision de la chanson junior par pays

| Victoires | Pays        | Année                  |
| --------- | ----------- | ---------------------- |
| 4         | Géorgie     | 2008, 2011, 2016, 2024 |
| 3         | France      | 2020, 2022, 2023       |
| 2         | Biélorussie | 2005, 2007             |
| 2         | Malte       | 2013, 2015             |
| 2         | Russie      | 2006, 2017             |
| 2         | Pologne     | 2018, 2019             |
| 2         | Arménie     | 2010, 2021             |
| 1         | Croatie     | 2003                   |
| 1         | Espagne     | 2004                   |
| 1         | Pays-Bas    | 2009                   |
| 1         | Ukraine     | 2012                   |
| 1         | Italie      | 2014                   |

### Nombre de victoires par langue utilisée dans les chansons
| Victoires | Langues           | Années                                                     | Pays                                                                |
| --------- | ----------------- | ---------------------------------------------------------- | ------------------------------------------------------------------- |
| 11        | Anglais           | 2009, 2011, 2012, 2013, 2014, 2015, 2017, 2018, 2019, 2021 | Pays-Bas, Géorgie, Ukraine, Malte, Italie, Russie, Pologne, Arménie |
| 4         | Russe             | 2005, 2006, 2007, 2017                                     | Biélorussie, Russie                                                 |
| 3         | Français          | 2020, 2022, 2023                                           | France                                                              |
| 3         | Géorgien          | 2011, 2016, 2024                                           | Géorgie                                                             |
| 2         | Arménien          | 2010, 2021                                                 | Arménie                                                             |
| 2         | Polonais          | 2018, 2019                                                 | Pologne                                                             |
| 1         | Croate            | 2003                                                       | Croatie                                                             |
| 1         | Espagnol          | 2004                                                       | Espagne                                                             |
| 1         | Italien           | 2014                                                       | Italie                                                              |
| 1         | Langue imaginaire | 2008                                                       | Géorgie                                                             |
| 1         | Néerlandais       | 2009                                                       | Pays-Bas                                                            |
| 1         | Ukrainien         | 2012                                                       | Ukraine                                                             |

## Pays participants

Participation depuis 2003 :
Pays ayant participé au moins une fois
Pays admissibles n'ayant jamais participé

Tous les membres actifs de l'UER peuvent participer à ce concours, l'Australie est également invitée à y participer depuis 2015 et le Kazakhstan depuis 2018. D'autres pays non-participants ont également retransmis cet événement.
Parmi les 40 pays ayant participé au moins une fois au concours, un seul d'entre eux est présent à chaque édition depuis la création du concours en 2003 : les Pays-Bas.
| Année | Débuts |
| ----- | --- |
| 2003  | Belgique, Biélorussie, Chypre, Croatie, Danemark, Espagne, Grèce, Lettonie, Macédoine du Nord, Malte, Norvège, Pays-Bas, Pologne, Roumanie, Royaume-Uni, Suède |
| 2004  | France, Suisse |
| 2005  | Russie, Serbie-et-Monténégro |
| 2006  | Portugal, Serbie, Ukraine |
| 2007  | Arménie, Bulgarie, Géorgie, Lituanie |
| 2008  | pas de nouveau pays |
| 2009  | pas de nouveau pays |
| 2010  | Moldavie |
| 2011  | pas de nouveau pays |
| 2012  | Azerbaïdjan, Albanie, Israël |
| 2013  | Saint-Marin |
| 2014  | Italie, Monténégro, Slovénie |
| 2015  | Australie, Irlande |
| 2016  | pas de nouveau pays |
| 2017  | pas de nouveau pays |
| 2018  | Kazakhstan, Pays de Galles |
| 2019  | pas de nouveau pays |
| 2020  | Allemagne |
| 2021  | pas de nouveau pays |
| 2022  | pas de nouveau pays |
| 2023  | Estonie |
| 2024  | pas de nouveau pays |
| 2025  | |